# A.E.I.O.U.

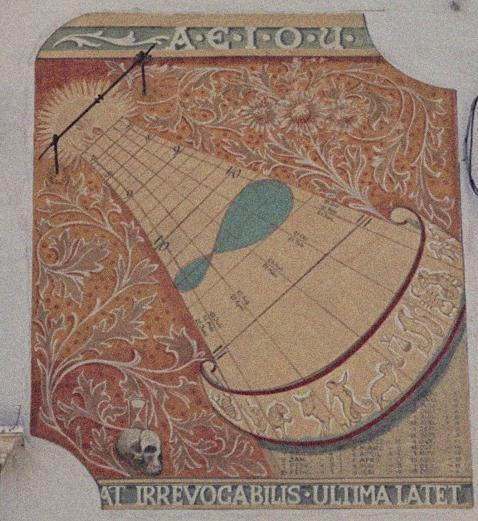
梅拉诺的一个日晷，上面刻有“A.E.I.O.U.”

A.E.I.O.U.，或AEIOU，是哈布斯堡王朝皇帝使用的格言，亦是奥地利帝国的国家格言。这个格言是由腓特烈三世发明的，这位皇帝喜欢使用缩写的、带有神秘色彩的语言。在1666年发现的一本笔记上，他用德文和拉丁文解释了A.E.I.O.U.的含义：“世界属于奥地利”（德文：Alles Erdreich ist Österreich untertan；拉丁文：Austriae est imperare orbi universo）。在同一本笔记中的另一段则有使用A.E.I.O.U.作为第一行每个词首字母的对句，而这一行意为“我被选帝侯所喜爱”（拉丁文：amor electis, iniustis ordinor ultor）。
还有一些其它的解释和假设：
- Austria est imperio optime unita（“奥地利是最优秀的联合帝国”）[3]
- Austria erit in orbe ultima（“奥地利将笑到最后”）[3]
- Austriae est imperare orbi universo（“奥地利命中注定统治世界”）[3]

这些版本在今奥地利乃至整个前奥地利帝国的领土内都广泛流传。

## 其它资料
- Andrew Wheatcroft's The Habsburgs: Embodying Empire (1995), ISBN 0-14-023634-1.